# 梅爾文 (堪薩斯州)
梅爾文（英語：Melvern）是一個位於美國堪薩斯州歐塞奇縣的城市。

## 地方資料
根據2020年美國人口普查的數據，梅爾文的面積為0.92平方千米，當中陸地面積為0.92平方千米，而水域面積為0.00平方千米。當地共有人口356人，而人口密度為每平方千米386.96人。